# Hesat
| V28 | O34 · G39 | G1 | X1 | E4 |

| V28 | O34 · G39 | G1 | X1 | E4 |

Zobrazení Hathor, se kterou Hesat úzce souvisí, jako krávy.

Hesat byla egyptská bohyně v podobě krávy. Měla poskytovat lidstvu mléko (nazývané „pivo Hesat“) a kojit faraona a některé býčí bohy. V Textech pyramid se říká, že je matkou Anupa a zesnulého krále. Obzvláště byla spjata s posvátným býkem Mnevisem. Matky býků uctívaných jako Mnevisů byly pohřbeny na pohřebišti zasvěceném Hesat.
V egyptské mytologii je Hathor jedním z hlavních kravích božstev, je matkou Hora a Rea. Hesat je s ní úzce spjatá, obvykle zobrazovaná jako bílá kráva představující čistotu a mléko.